# مین‌ریز

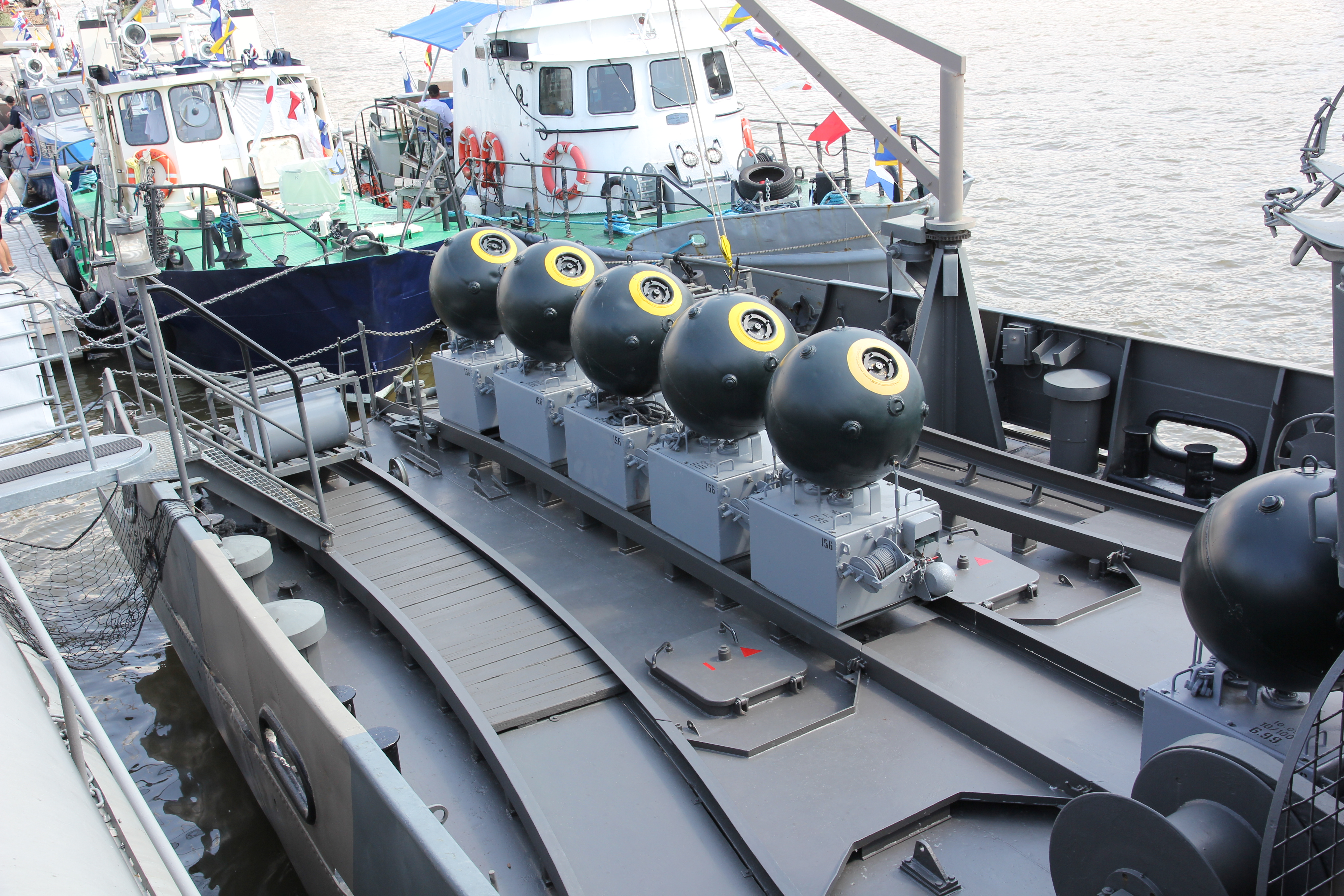
مین‌های دریایی موجود بر روی یک کشتی مین‌گذار فنلاندی

کشتی مین‌گذار یا کشتی مین‌ریز به گونه‌ای از شناورهای روسطحی و زیرسطحی گفته می‌شود که اقدام به رها کردن مین‌های دریایی در مسیرهای شناورهای روسطحی و زیرسطحی دشمن می‌نمایند تا از این طریق یک لایه دفاعی در برابر پیشروی آن‌ها ایجاد کرده باشند. شناورهای مین‌ریز در ابعاد مختلفی ساخته می‌شوند و بنابر کاربرد، می‌توانند از قایق‌های کوچک تا ناوهای بزرگ را شامل شوند که علاوه بر حمل مین‌های دریایی، جنگ‌افزارهایی جهت حفاظت از خود در برابر نیروهای دشمن دارند.
از جمله مهم‌ترین نبردهایی که در آن از کشتی‌های مین‌ریز در تعداد زیاد مورد استفاده قرار گرفته، می‌توان به جنگ داخلی آمریکا، جنگ روسیه و ژاپن، جنگ جهانی اول و جنگ جهانی دوم و جنگ ایران و عراق اشاره کرد. امروزه، استفاده از کشتی‌های مین‌ریز همچون گذشته مرسوم نیست و ارتش‌های جهان، از راهبردهایی همچون بمباران هوایی و زیردریایی‌ها جهت انهدام شناورهای سطحی دشمن استفاده می‌کنند.